# Selenicereus costaricensis
La pitaya de Costa Rica (Selenicereus costaricensis) es una especie de planta fanerógama de la familia Cactaceae. Es autóctona de América Central. La especie es cultivada comercialmente por su fruta, y también es una buena planta ornamental con bonitas flores. Se le conoce equivocadamente bajo el nombre Selenicereus monacanthus, que es ambiguo y no debe emplearse.
La variante de Costa Rica se caracteriza por poseer un color púrpura, tanto en exterior como el interior de la fruta.

## Origen y hábitat
De Costa Rica y Panamá. Bosques secos y áreas costeras, de 0-1400 m s. n. m.
La especie se encuentra dentro de las áreas de conservación des Río Tempisque en Guanacaste en Costa Rica. También se ha registrado desde el Parque nacional Santa Rosa en Costa Rica.

## Sistemática
Selenicereus costaricensis está estrechamente emparentada con Selenicereus ocamponis, pero carece de los márgenes de los tallos callosos. 

## Cultivo
Es de fácil cultivo, de rápido crecimiento como epífita o xerófita. Necesita un compost con mucho humus, y suficiente humedad en verano. No debería estar a menos de 10 °C en invierno. Puede crecer en media sombra o a pleno sol. Extra luz a principios de primavera estimulará la producción de brotes florales. Florece en verano o en otoño.
La relación entre las variables climáticas y la fenología del cultivo de pitahaya ha sido objeto de estudio debido a la limitada información disponible. Un estudio reciente publicado en la revista UNED Research Journal en 2024 investigó esta relación en el cultivo de pitahaya en Costa Rica, evaluando múltiples variables como el número de brotes vegetativos y reproductivos, así como la temperatura promedio, mínima y máxima, la humedad relativa y la precipitación pluvial. Los resultados indicaron que no existen correlaciones estadísticamente significativas entre el número de brotes vegetativos y las variables climáticas analizadas. Sin embargo, se observó una correlación positiva significativa entre el número de brotes reproductivos y la temperatura mínima, precipitación y humedad relativa. Esto sugiere que a medida que aumentan estos factores, también lo hace la cantidad de brotes reproductivos. Además, se identificaron correlaciones entre el número de brotes vegetativos y reproductivos durante los meses previos a la brotación, señalando una emisión más frecuente de brotes reproductivos en las fases inicial y media de la temporada de lluvias. Durante este período, generalmente se observó una baja o nula emisión de brotes vegetativos.

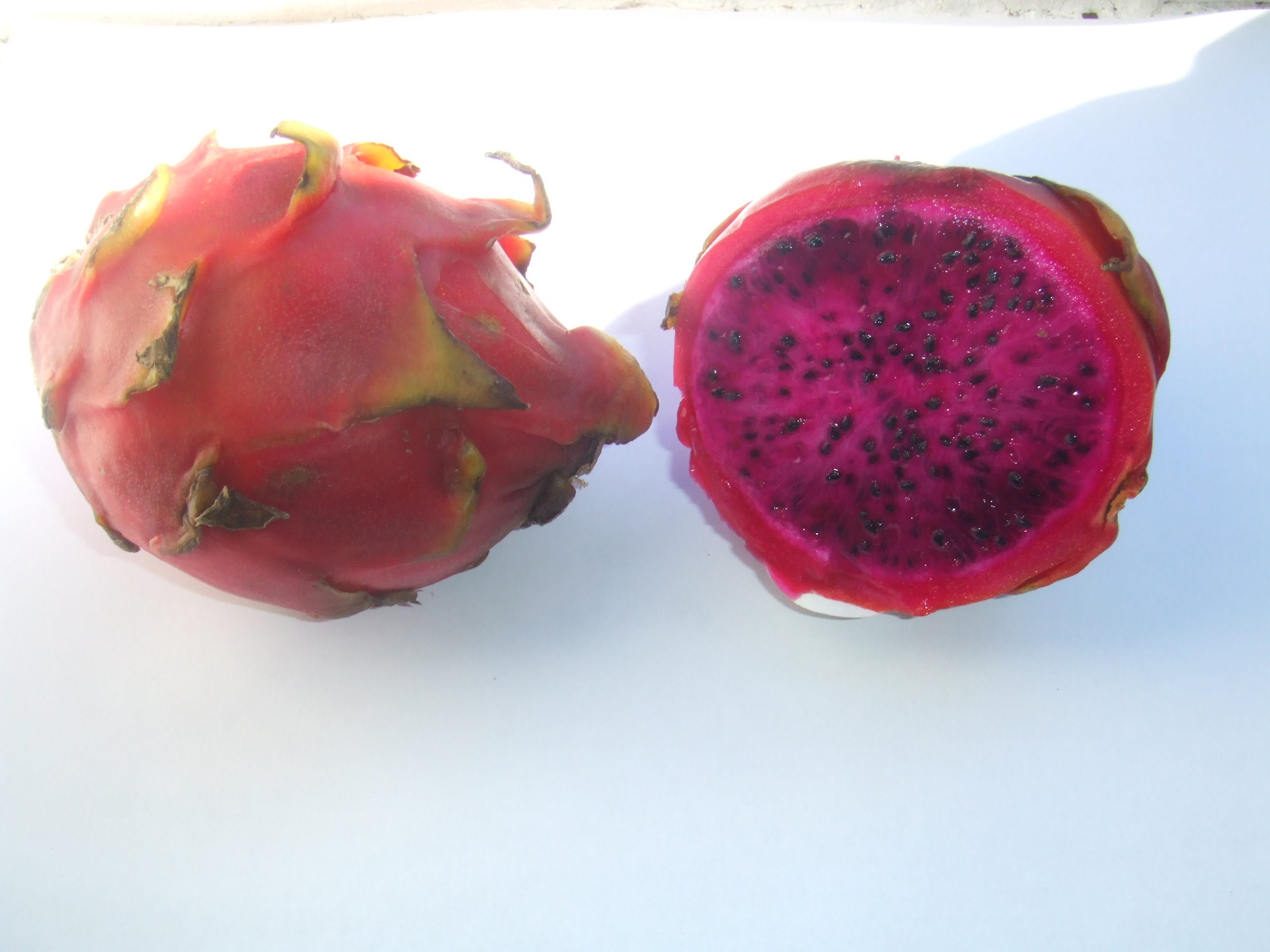
Fruta.

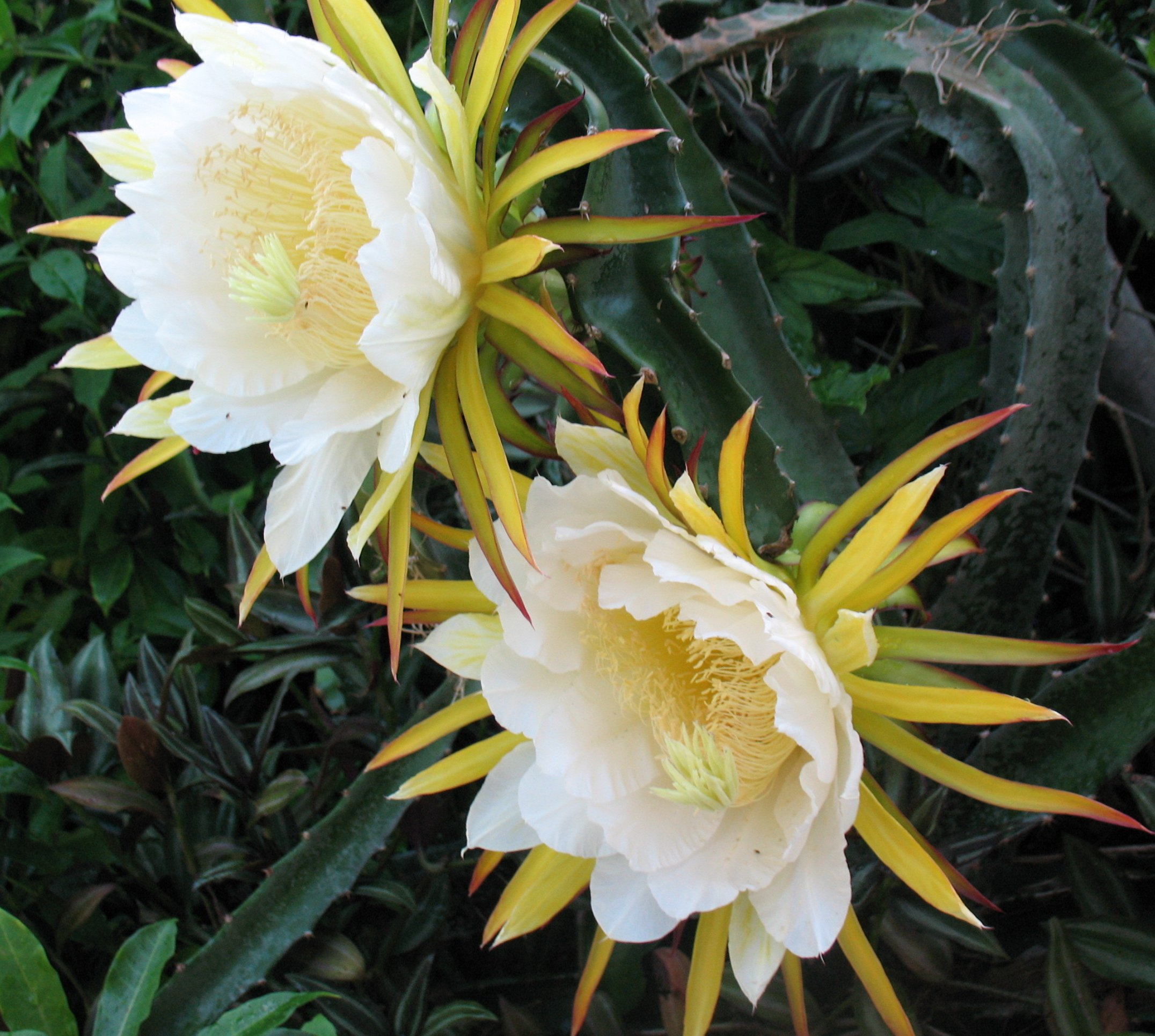
Flores

## Descripción
Tallos decumbentes, 1-3 (-10) cm de ancho, usualmente bien grueso; canales o alas 3 (-4), márgenes lisos a ligeramente ribeteados a lobulados; internudos de 2-3,5 x 0,1-0,2 cm; areolas prominentes, muestra pelusa densa, corta y espinas (1-) 3-6 (-9) cortas, negras de 2-4 mm, pelos 2, brillantes, a veces caedizos; epidermis gris verdosa, +- glauca en material carnoso. 
Flores tubulares, 22-30 cm de largo, intensamente perfumadas, brotes jóvenes globulares; cilíndricos ovoides, ca. 4 cm de largo, bracteolas angostas, foliáceas, numerosas, imbricadas, de 1-2 cm de largo; receptáculo sólido, de 10-15 cm, garganta obcónica, de 6 cm de ancho en el orificio, bracteólas foliáceas, persistentes, particularmente imbricadas hacia la base, márgenes verdes con púrpura; tépalos de 11-15 cm, el externo verde amarillento, el interior blanco; estigma lobulado ca. 12, no cortados; ovario cubierto de bracteolas grandes, anchas hacia angostas triangularmente, bracteolas sobrepuestas, de 0,5-3 cm. Fruto ancho ovado a globoso, magenta brillante, pulpa púrpura; semillas en forma de pera, negras, ca. 1 cm. 
Especie reconocida fácilmente por sus tallos triangulares de extensa variedad en tamaño y grosor. Es una especie de tallos sumamente variables en tamaño y grosor; muchos más taxones o especies podrían estar incluidos dentro de esta variable especie.

## Usos
Esta fruta es una de las pocas que tienen indicaxantina, una betalaina, un tipo de pigmento vegetal antioxidante.

## Taxonomía
La especie fue descrita iniciamente como Cereus trigonus var. costaricensis por Frédéric Albert Constantin Weber y publicada en Bulletin du Muséum d'Histoire Naturelle 8(6): 457–458, en 1902, hoy en día es tanto un sinónimo como el basónimo de esta. Más adelante, sería transferida al género Hylocereus por Nathaniel Lord Britton y Joseph Nelson Rose en Contributions from the United States National Herbarium 12(10): 428, en 1909, nombre científico que también es un sinónimo actualmente; y ulteriormente sería transferida al género Selenicereus por Ángel Salvador Arias Montes y Nadja Korotkova y validada por Barry Edward Hammel en Monographs in Systematic Botany from the Missouri Botanical Garden 138: 283, en 2020.

#### Etimología
Ver: Selenicereus
costaricensis: epíteto geográfico que alude a su localización en Costa Rica.